# Bischofia
Bischofia es un género de plantas fanerógamas y el único género de la tribu Bischofieae, perteneciente a la familia Phyllanthaceae. Consiste en dos especies distribuidas por China, Australia y Polinesia.

## Usos
- Se utiliza como material de construcción
- Los frutos se utilizan en la fabricación de vino
- Las semillas, que son comestibles, contienen 30-54% de aceite, que se utiliza como lubricante
- La corteza se utiliza como una fuente de colorante de color rojo.
- Las raíces se utilizan medicinalmente.[1]
- Las hojas se comen en el sur de Laos, sumergido en salsa de chile.

## Especies
- Bischofia javanica Blume
- Bischifia polycarpa (H.Lév.) Airy Shaw

## Sinónimos
- Microelus Wight & Arn.
- Stylodiscus  Benn.